# Hasło brzmi: Sailor V
Hasło brzmi: Sailor V (jap. コードネームはセーラーＶ Kōdo nēmu wa Sērā Bi; ang. Codename: Sailor V) – manga narysowana przez Naoko Takeuchi w latach 1991–1997. Pojawiło się 15 części w 3 tomach. Manga ta opowiada o przygodach 13 letniej wówczas Minako Aino, mieszkającej w Tokio (Japonia), która poszukuje swojej prawdziwej miłości. Spotyka białego kota Artemisa, który daje jej puderniczkę do przemiany w wojowniczkę. Od tamtej pory walczy w obronie miłości i sprawiedliwości jako Sailor V.

## Powiązania z Sailor Moon
Manga Sailor Moon, znana w Polsce jako Czarodziejka z Księżyca, jest sequelem Hasło brzmi: Sailor V. Na początku w Sailor Moon pojawiają się wzmianki o czarodziejce, której główna bohaterka zazdrości emocjonującego życia. Później Minako pojawia się w serii osobiście, tym razem jako Czarodziejka z Wenus, która pomaga czarodziejkom znaleźć księżniczkę oraz Srebrny Kryształ. Na początku sama jest brana za księżniczkę Księżycowego Millenium, co okazało się wówczas nieprawdą. Potem pojawiła się we wszystkich seriach i jako postać pierwszoplanowa pomagała Czarodziejce z Księżyca obronić świat przed złem.
Gdy pojawiła się propozycja, by zaadaptować mangę Hasło brzmi: Sailor V w formie anime, autorka stworzyła koncepcje historii, która ostatecznie została przekształcona w serię Czarodziejka z Księżyca. Szkice koncepcyjne zostały opublikowane później przez autorkę w 1997 roku w albumie Bishōjo senshi Sailor Moon gengashū Vol ∞ (jap. 美少女戦士 セーラームーン 原画集 Vol ∞ Bishōjo senshi sērāmūn genga-shū Vol ∞). Wynika z nich, że planowana adaptacja miała nosić taki sam tytuł jak manga; jej głównymi bohaterkami miały być Minako Aino oraz Hikaru Sorano, Miyabi Yoruno, Mamoru Chino (pierwowzory Ami Mizuno, Rei Hino, Makoto Kino), a także niezidentyfikowana postać o imieniu Artemis.
Planowano także stworzenie mangi o tytule Bishojo Senshi Sailor V (jap. 美少女戦士セーラーＶ), której powstawanie ogłoszono w styczniowym numerze czasopisma „Nakayoshi” w 1992 roku i której premierę zapowiedziano w kolejnym numerze. Ostatecznie jednak, w lutowym numerze czasopisma, wydanym 28 grudnia 1991 roku, nowa seria, już z wprowadzonymi kolejnymi zmianami koncepcyjnymi, została wydana pod tytułem Czarodziejka z Księżyca (jap. 美少女戦士セーラームーン Bishōjo senshi Sērā Mūn).

## Bohaterowie

### Przyjaciele
- Minako Aino
- Artemis
- Szef
- Hikaru Sorano
- Motoki Furuhato
- Amano Gurikazu
- Natsuna Sakurada (jap. 桜田 夏菜 Sakurada Natsuna)
- Toshio Wakagi (jap. 若木 トシオ Wakagi Toshio)
- Saitou-san
- Okamoto-sensei
- Marie-sensei
- Shinrou Baishaku
- Maiku Otonaru
- As

### Wrogowie
- Narcyzjusz (Higashi-senpai)
- Takuro Otaku
- Pandora
- Mała Pandora
- Dark Guys
- Twin Dark
- Dark Princess
- Fluoryta
- Elektroniczna wojowniczka Luga
- Hibiskusja
- Vivian
- Deburyna
- Fande Proszkowska
- Fande Twardowska
- Fande Płyńska
- Fande Wodecka
- Miaumiau
- Hauhau
- Bzykbzyk
- Wojowniczka karaoke Mika Mikki
- Mary Linlin
- Danburyt

## Tomy mangi
Kolejne rozdziały ukazywały się pierwotnie w czasopiśmie „Nakayoshi” wydawnictwa Kōdansha od sierpniowego numeru w 1991 roku. W 1993 roku wydawanie kolejnych rozdziałów przeniesiono do czasopisma „RunRun”. Ostatni rozdział ukazał się w listopadowym numerze tego czasopisma w 1997 roku.
Seria została także ponownie wydana w 2004 roku, a także w 2014 roku w wersji dwutomowej.
W Polsce manga została wydana przez Japonica Polonica Fantastica.
| Nr | Język japoński       | Język japoński         | Język polski | Język polski       |
| Nr | Data wydania         | ISBN                   | Data wydania | ISBN               |
| --- | -------------------- | ---------------------- | ------------ | ------------------ |
| 1 | 16 grudnia 1993      | ISBN 978-4-06-322801-4 | styczeń 2000 | ISBN 83-87877-11-5 |
| Lista rozdziałów - Vol. 1 Narodziny Sailor V - Vol. 2 Minako w salonie gier „Crown” - Vol. 3 Sailor V po raz pierwszy - „Kanał 44” - Vol. 4 Ambicje małej Pandory - Vol. 5 Intryga agencji Dark - Vol. 6 Konfrontacja! Sailor V kontra elektroniczna wojowniczka Luga |                      |                        |              |                    |
| 2 | 19 października 1994 | ISBN 978-4-06-322810-6 | marzec 2000  | ISBN 83-87877-12-3 |
| Lista rozdziałów - Vol. 7 Sailor V na wakacjach - Hawajski spisek - Vol. 8 Aleja pośród drzew i miłości - z prędkością i mocą turbo odrzutowca - Vol. 9 Sailor V kontra Grubina - Vol. 10 Sailor V w tarapatach - pojawienie się Asa - złodzieja dżentelmena          |                      |                        |              |                    |
| 3 | 4 listopada 1997     | ISBN 978-4-06-322834-2 | maj 2000     | ISBN 83-87877-13-1 |
| Lista rozdziałów - Vol. 11 Zwierzątka I: Intryga MiauMiau - Vol. 12 Zwierzątka II: Intryga HauHaua - Vol. 13 Zwierzątka III: Intryga BzykBzyka - Vol. 14 Młodość postawiona na kamień Hachimaki! - Vol. 15 Wyruszam w nową podróż!                                    |                      |                        |              |                    |